# Кагала (Ярва)
Ка́гала (ест. Kahala küla) — село в Естонії, у волості Ярва повіту Ярвамаа.

## Населення
Чисельність населення на 31 грудня 2011 року становила 21 особу.

## Географія
Через населений пункт проходить автошлях 25 (Мяекюла — Коеру — Капу).

## Історія
З 30 січня 1992 до 21 жовтня 2017 року село входило до складу волості Койґі.